# Saison 2005-2006 du Royal Evere White Star Hockey Club
Maillots
Chronologie
Saison précédente Saison suivante

## Effectifs

### Buteurs (toutes compétitions)
| Rang  | Joueur                       | Championnat | Coupe de Belgique | Total |
| ----- | ---------------------------- | ----------- | ----------------- | ----- |
| 1     | Grégory Gucassoff            | 16          | 1                 | 17    |
| 2     | Gabriel Garreta              | 12          | 2                 | 14    |
| 3     | Michael Delguste             | 4           | 0                 | 4     |
| 3     | Quentin Noël                 | 4           | 0                 | 4     |
| 5     | Hugo Benhaiem                | 2           | 0                 | 2     |
| 5     | Charlie Crauwels             | 2           | 0                 | 2     |
| 5     | Jérôme Robyns De Schneidauer | 2           | 0                 | 2     |
| 8     | Christopher Buxant           | 1           | 0                 | 1     |
| 8     | Sébastien De Geyter          | 1           | 0                 | 1     |
| 8     | Jonathan Delguste            | 1           | 0                 | 1     |
| 8     | Maximiliano Garreta          | 1           | 0                 | 1     |
| 8     | Xavier Santolaria            | 1           | 0                 | 1     |
| Total | Total                        | 47          | 3                 | 50    |

## Les rencontres de la saison

### Messieurs

#### Championnat de Division 1
| Date       | J.     | Adversaire          | Lieu  | Score | Buteurs                                    |
| ---------- | ------ | ------------------- | ----- | ----- | ------------------------------------------ |
| 18/09/2005 | 1re J. | R. Orée T.H.B.      | OREE1 | 5-0   | -                                          |
| 25/09/2005 | 2e J.  | R. Beerschot T.H.C. | RWSC1 | 0-3   | -                                          |
| 02/10/2005 | 3e J.  | R.T.H.C. Wellington | WELL1 | 2-3   | M. Delguste (x2), Gucassoff                |
| 07/10/2005 | 4e J.  | R. Uccle Sport      | RWSC1 | 3-4   | G. Garreta (x2), Santolaria                |
| 09/10/2005 | 5e J.  | K.H.C. Leuven       | RWSC1 | 1-1   | Gucassoff                                  |
| 16/10/2005 | 6e J.  | R. Ombrage H.C.     | OMBR1 | 1-3   | Gucassoff (x2), Noël                       |
| 23/10/2005 | 7e J.  | R. Léopold Club     | RWSC1 | 2-4   | Noël, G. Garreta                           |
| 30/10/2005 | 8e J.  | R. Antwerp H.C.     | ANTW1 | 2-0   | -                                          |
| 01/11/2005 | 9e J.  | R. Pingouin H.C.N.  | RWSC1 | 2-2   | Gucassoff (x2)                             |
| 06/11/2005 | 10e J. | K.H.C. Dragons      | DRAG1 | 7-1   | Gucassoff                                  |
| 11/11/2005 | 11e J. | Waterloo Ducks H.C. | RWSC1 | 3-9   | Gucassoff (x2), Crauwels                   |
| 13/11/2005 | 12e J. | R. Orée T.H.B.      | RWSC1 | 2-2   | Gucassoff, Crauwels                        |
| 20/11/2005 | 13e J. | R. Beerschot T.H.C. | BEER1 | 5-2   | G. Garreta,                                |
| 10/03/2006 | 14e J. | R.T.H.C. Wellington | RWSC1 | 0-0   | -                                          |
| 04/12/2005 | 15e J. | R. Uccle Sport      | UCCL1 | 3-3   | Benhaiem, Gucassoff (x2)                   |
| 25/02/2006 | 16e J. | K.H.C. Leuven       | LEUV1 | 3-2   | M. Garreta, Jé. Robyns De Schneidauer      |
| 07/03/2006 | 17e J. | R. Ombrage H.C.     | RWSC1 | 4-1   | Gucassoff, G. Garreta (x2), Benhaiem       |
| 26/02/2006 | 18e J. | R. Léopold Club     | LEOP1 | 2-1   | Jé. Robyns De Schneidauer                  |
| 05/03/2006 | 19e J. | R. Antwerp H.C.     | RWSC1 | 3-3   |                                            |
| 12/03/2006 | 20e J. | R. Pingouin H.C.N.  | PING1 | 6-1   | G. Garreta                                 |
| 19/03/2006 | 21e J. | K.H.C. Dragons      | RWSC1 | 3-3   | G. Garreta, , Gucassoff                    |
| 26/03/2006 | 22e J. | Waterloo Ducks H.C. | WADU1 | 6-4   | G. Garreta, J. Delguste, Gucassoff, Buxant |

| Rang | Équipe               | Pts | J  | G  | N | P  | Bp  | Bc  | Diff |
| ---- | -------------------- | --- | -- | -- | - | -- | --- | --- | ---- |
| 1    | Waterloo Ducks H.C.  | 58  | 22 | 18 | 4 | 0  | 114 | 41  | +73  |
| 2    | K.H.C. Dragons       | 41  | 22 | 12 | 5 | 5  | 71  | 59  | +12  |
| 3    | R. Léopold Club      | 40  | 22 | 12 | 4 | 6  | 59  | 43  | +16  |
| 4    | R. Uccle Sport       | 40  | 22 | 11 | 7 | 4  | 70  | 50  | +20  |
| 5    | R. Antwerp H.C.      | 40  | 22 | 11 | 7 | 4  | 68  | 48  | +20  |
| 6    | K.H.C. Leuven        | 38  | 22 | 12 | 2 | 8  | 63  | 48  | +15  |
| 7    | R. Pingouin H.C.N.   | 32  | 22 | 9  | 5 | 8  | 62  | 47  | +15  |
| 8    | R. Orée T.H.B.       | 32  | 22 | 9  | 5 | 8  | 58  | 48  | +10  |
| 9    | R. Beerschot T.H.C.  | 21  | 22 | 6  | 3 | 13 | 60  | 76  | -16  |
| 10   | R.E. White Star H.C. | 16  | 22 | 3  | 7 | 12 | 43  | 74  | -31  |
| 11   | R.T.H.C. Wellington  | 11  | 22 | 3  | 2 | 17 | 38  | 99  | -61  |
| 12   | R. Ombrage H.C.      | 1   | 22 | 0  | 1 | 21 | 33  | 106 | -73  |

Division Honneur A
- Demi-finaliste
- Barragiste
- Relégué

#### Championnat de Division 1(Barrages)
| Date       | Tour   | Adversaire        | Lieu  | Score      | Buteurs               |
| ---------- | ------ | ----------------- | ----- | ---------- | --------------------- |
| 30/04/2006 | Aller  | Old Club de Liège | OLDC1 | 3-2        | Gucassoff, G. Garreta |
| 07/05/2006 | Retour | Old Club de Liège | RWSC1 | 2-0 b.e.o. | De Geyter, G. Garreta |

Le R.E. White Star H.C. se maintient en Division 1.

#### Coupe de Belgique
| Date       | Tour           | Adversaire                   | Lieu  | Score | Buteurs                    |
| ---------- | -------------- | ---------------------------- | ----- | ----- | -------------------------- |
| 24/11/2005 | 3e Tour        | Rapid Hockey Club Temse (+2) | RWSC1 | 6-2   |                            |
| 02/02/2006 | 1/8e de finale | R. Orée T.H.B.               | OREE1 | 3-4   |                            |
| 25/05/2006 | 1/4 de finale  | K.H.C Dragons                | RWSC1 | 3-6   | Gucassoff, G. Garreta (x2) |

Le R.E. White Star H.C. est éliminé par le K.H.C. Dragons en 1/4 de finale.